# Konstantine Gamsachurdia

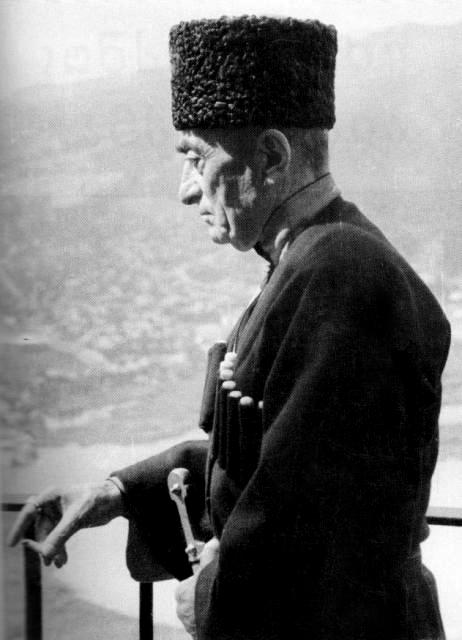
Konstantine Gamsachurdia

Konstantine Gamsachurdia (gruz. კონსტანტინე გამსახურდია; ur. 3 maja 1893 w Abaszy, zm. 17 lipca 1975 w Tbilisi) – gruziński pisarz pochodzenia megrelskiego, ojciec Zwiada Gamsachurdii, pierwszego prezydenta niepodległej Gruzji.
Był autorem szeregu powieści historycznych, a także tłumaczeń dzieł niemieckich i włoskich na język gruziński.